# Karlo, vojvoda Kalabrije
Karlo, vojvoda Kalabrije (1298. – 9. studenoga 1328.) bio je napuljski princ, a vladao je kao vojvoda od 1309. do svoje smrti. Rođen u Napulju, Karlo je bio sin Roberta, kralja Napulja. Karlova je majka bila Jolanda Aragonska, vojvotkinja Kalabrije.
Godine 1309., umro je Karlov djed te je Karlov otac postao kralj Robert Mudri. Karlo je postao signore Firence 1326. godine. 

## Smrt
Dana 9. studenoga 1328., Karlo je umro u Napulju, u dobi od 29 ili 30 godina te je pokopan u Crkvi svete Klare.

## Obitelj
Karlova je prva žena bila Katarina Austrijska, koja je umrla 1323. godine. Sa svojom drugom suprugom, Marijom Valois, Karlo je imao djecu:
- Eloisu (1325. – 27. prosinca 1325.)
- Ivanu[3]
- Karla Martela (umro 21. travnja 1327. u Firenci)
- Mariju Kalabrijsku (postumno dijete)